# Tergnier
Tergnier es una población y comuna francesa, en la región de Alta Francia, departamento de Aisne, en el distrito de Laon y cantón de Tergnier.

## Demografía
| 222                       | 249 | 263 | 223 | 276 | 258 | 273 | 304 | 862 | 1 235 | 1 806 | 2 572 | 3 079 | 3 536 | 3 708 | 3 740 | 3 960 | 4 084 | 4 307 | 4 898 | 2 076 | 3 453 | 4 080 | 4 357 | 3 370 | 5 002 | 5 827 | 5 949 | 11 736 | 12 032 | 11 698 | 15 069 | 14 722 |
| (Fuente: INSEE y Cassini) |     |     |     |     |     |     |     |     |       |       |       |       |       |       |       |       |       |       |       |       |       |       |       |       |       |       |       |        |        |        |        |        |

### Comunas asociadas
| Comuna asociada | Población municipal (2007) | Año de asociación |
| --------------- | -------------------------- | ----------------- |
| Fargniers       | 3 687                      | 1973              |
| Quessy          | 3 072                      | 1991              |
| Vouël           | 2 465                      | 1973              |